# تیم ملی بسکتبال سنگال
تیم ملی بسکتبال سنگال، نماینده سنگال در مسابقات بین‌المللی بسکتبال است. این تیم توسط فدراسیون بسکتبال این کشور سازماندهی می‌شود.
این تیم بهترین نتایج را در فیبا آفریقا بدست آورده است.
- قهرمان مسابقات قهرمانی بسکتبال آفریقا (۵ مرتبه)
- نایب قهرمان مسابقات قهرمانی بسکتبال آفریقا (۶ مرتبه)
- مقام سوم مسابقات قهرمانی بسکتبال آفریقا (۶ مرتبه)